# 科列塔德達多斯丘

科列塔德達多斯丘在矮行星冥王星上的位置。

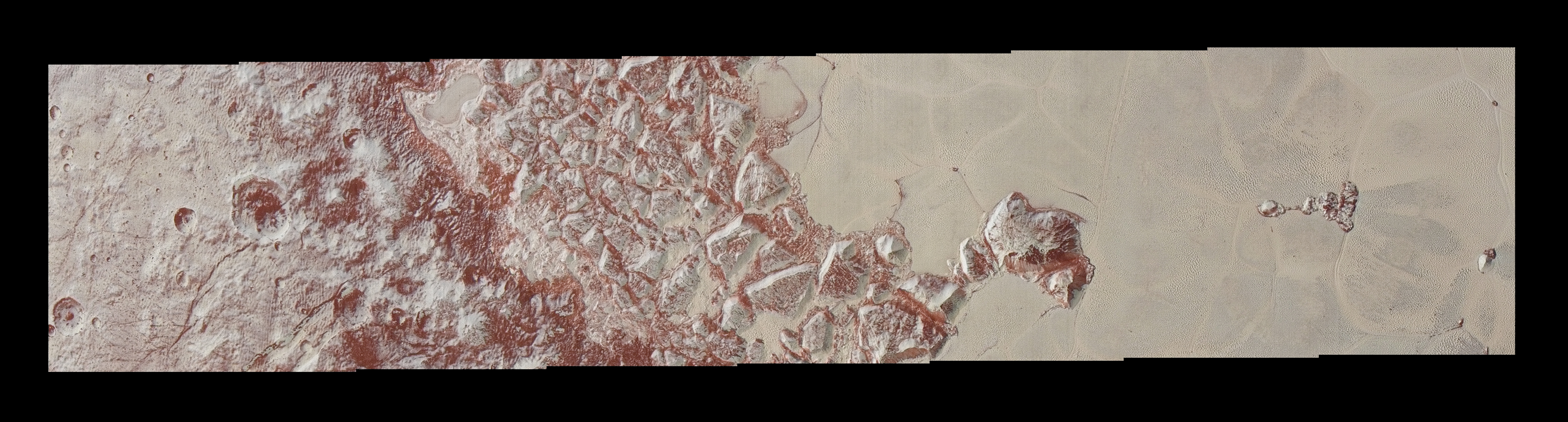
科列塔德達多斯丘（右邊）

科列塔德達多斯丘（Coleta de Dados Colles）是在冥王星平坦的史波尼克高原上的一簇山丘。新視野號的團隊在2015年7月28日以在巴西發射的第一顆人造衛星科列塔德達多斯命名這一簇小山，然而還沒有通過國際天文學聯合會的審核。